# Zaburzenia statyki narządu rodnego
Zaburzenia statyki narządu rodnego, wypadanie macicy, wypadanie narządu rodnego, obniżenie narządu rodnego – obniżenie narządów miednicy poniżej ich prawidłowego usytuowania, które prowadzi do wysuwania się pochwy lub szyjki macicy, a w krańcowym etapie może prowadzić do wypadania macicy. Schorzenie to nie powoduje obniżenia odbytnicy. Zaburzenia statyki narządu rodnego są częstą dolegliwością i jedną z najczęstszych przyczyn wykonywania zabiegów operacyjnych u kobiet.

## Epidemiologia
Częstość występowanie tego zaburzenia nie jest znana i jest ona uzależniona od populacji oraz zastosowanych metoda badawczych. Szacuje się, że w Polsce mogą one dotyczyć aż 33% kobiet w wieku pomenopauzalnym, choć niektóre badania wskazują, że problem może dotyczyć aż 50% wieloródek – jednak tylko 10% wymaga interwencji chirurgicznej.

## Prawidłowe położenie macicy i pochwy
W warunkach prawidłowych narząd rodny jest podtrzymywany przez mięśnie i powięzie dna miednicy, więzadła i tkankę łączną. Macica nie przekracza linii międzykolcowej, a dno macicy znajduje się na poziomie kresy granicznej. Przednia ściana pochwy sąsiaduje z pęcherzem moczowym oddzielano przez przegrodę pęcherzowo-pochwową oraz z dolny brzegiem spojenia łonowego. Tylna ściana przechodzi przez przeponę moczowo-płciową, przylega do przedniej ściany odbytnicy i jest podparta za pomocą mięśnia łonowo-guzicznego. Oś długa narządu przebiega poziomo. Żadna ściana pochwy nie może być widoczna w szparze sromowej spoczynkowo ani podczas parcia.

## Aparat utrzymujący narząd rodny
W skład aparatu podtrzymującego narząd rodny wchodzą mięśnie gładkie, mięśnie poprzecznie prążkowane, elastyczna tkanka łączna oraz włókna kolagenowe. Elastyczna tkanka łączna tworzy sieć, włókna po rozciągnięciu mają możliwość powrotu do swojej pierwotnej długości. Po menopauzie liczba włókien elastycznych ulega zmniejszeniu.
Anatomicznie aparat utrzymujący narząd rodny można podzielić na aparat podporowy i wieszadłowy. Aparat podporowy składa się z mięśni, powięzi oraz więzadeł tworzących przeponę miednicy oraz przeponę moczowo-płciową, które zamykają otwór dolny miednicy. Aparat wieszadłowy współtworzą przymacicza i więzadła utrzymujące narząd rodny. Przymacicza są utworzone przez tkankę łączną, która promieniście rozchodzi się od szyjki macicy stanowiąc umocowanie macicy i sąsiednich narządów. Część włókien tworzy więzadła. Część boczną układu łącznotkankowego tworzą więzadło szerokie macicy i więzadło podstawowe macicy, a część tylną więzadło odbytniczo-maciczne (krzyżowo-maciczne). Narząd rodny utrzymują również więzadło obłe macicy, więzadło właściwe jajnika i łuki ścięgniste powięzi miednicy.

## Etiologia
Etiologia tego zaburzenia jest wieloczynnikowa i nie wyróżnia się w niej pojedynczego czynnika sprawczego. Wiek i proces starzenia się są bezpośrednio związane z etiologią choroby, choć rola czynników genetycznych w patogenezie choroby nie została wyjaśniona, to występowanie tego zaburzenia u matki lub siostry jest czynnikiem ryzyka. Uszkodzenie aparatu podporowego i wieszadłowego lub występowanie nadmiernych sił przemieszczających narząd rodny może doprowadzić do obniżenia narządu rodnego. Uszkodzenie aparatu podtrzymującego i popierającego najczęściej występuje po porodach pochwowych, szczególnie z „ochroną krocza” (unikanie nacięcia krocza). Jest to związane z występującym wówczas mechanicznym uszkodzeniem mięśni krocza oraz równoczesnym uszkodzeniem włókien nerwowych i wtórnym uszkodzeniem z wyniku odnerwienia mięśnia. Czynnikami etiologicznymi są również praca fizyczna związana z dźwiganiem, praca w pozycji stojącej, przewlekłe zaparcie, przewlekły kaszel i wodobrzusze. Nadwaga i otyłość są czynnikami ryzyka.

## Objawy
Typowo w szparze sromowej lub przed nią widoczne są przepukliny pochwy zawierające ścianę pęcherza moczowego (cystocele), odbytnicy (rectocele) czy też pętle jelita cienkiego (enterocele). Obniżenie narządów rodnych może się objawiać bólem w podbrzuszu i okolicach krzyża, uczuciem wysuwania się narządu rodnego. Często współwystępują wysiłkowe nietrzymanie moczu, zatrzymanie moczu (przy całkowitym wypadnięciu macicy), konieczność odprowadzenia narządu rodnego w celu oddania moczu lub stolca, wypadanie odbytnicy, dysfunkcje seksualne lub przewlekłe zaparcia.

## Rozpoznanie
Rozpoznanie jest ustalane na podstawie wywiadu, badania ginekologicznego i ewentualnych badań dodatkowych. Badanie fizykalne jest wykonywane w pozycji półleżącej. Pozwala ocenić typ zaburzeń oraz ocenić stopień ich zaawansowania. Do obiektywizacji oceny rodzaju i stopnia zaburzeń służy skala POP-Q.
| Stopień | Opis                                                                        |
| 0       | bez zmian anatomicznych                                                     |
| I       | obniżenie poniżej połowy długości pochwy                                    |
| II      | obniżenie do połowy długości pochwy                                         |
| III     | obniżenie od połowy długości pochwy do poziomu pierścienia błony dziewiczej |
| IV      | obniżenie poniżej pierścienia błony dziewiczej                              |

| Stopień | Opis |
| 0       | bez zmian anatomicznych |
| I       | prowadząca część obniżenia usytuowana ponad 1 cm powyżej strzępków błony dziewiczej                                                             |
| II      | prowadząca część obniżenia usytuowana między 1 cm powyżej a 1 cm poniżej strzępków błony dziewiczej                                             |
| III     | prowadząca część obniżenia usytuowana ponad 1 cm poniżej strzępków błony dziewiczej, ale nie więcej niż 2 cm mniej niż całkowita długość pochwy |
| IV      | wypadanie na całej długości pochwy |

## Leczenie
Głównym celem leczenia jest uwolnienie pacjentki od dolegliwości i przywrócenie właściwych stosunków anatomicznych. W leczeniu obniżenia narządu rodnego stosuje się leczenie zachowawcze i operacyjne. Wybór metody jest uzależniony od stopnia nasilenia dolegliwości, stopnia obniżenia narządu rodnego, ogólnego stanu zdrowia i dominującej etiologii tego zaburzenia, ponieważ „zła jakość tkanki łącznej” może być powodem niepowodzenia leczenia operacyjnego.
Kobiety z łagodnym obniżeniem narządu rodnego są leczone za pomocą odpowiednich ćwiczeń mięśni dna miednicy oraz poprzez modyfikację czynników ryzyka. W umiarkowanym wypadaniu zaleca się stosowanie pesarów. W zaawansowanym wypadaniu stosuje się zabiegi operacyjne. Operacje wiążą się z około 30% ryzykiem wznowy.

### Leczenie zachowawcze

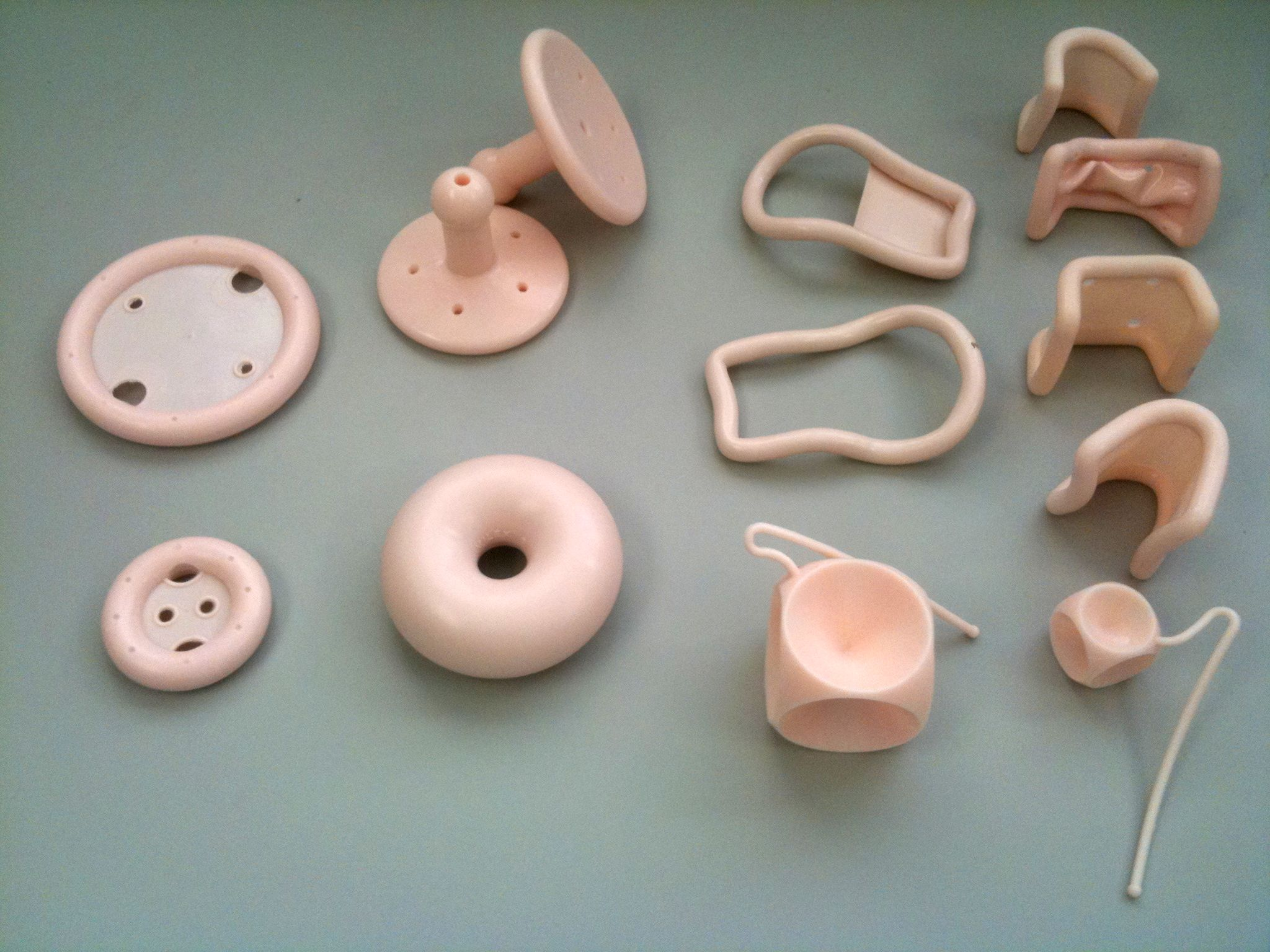
Pesary

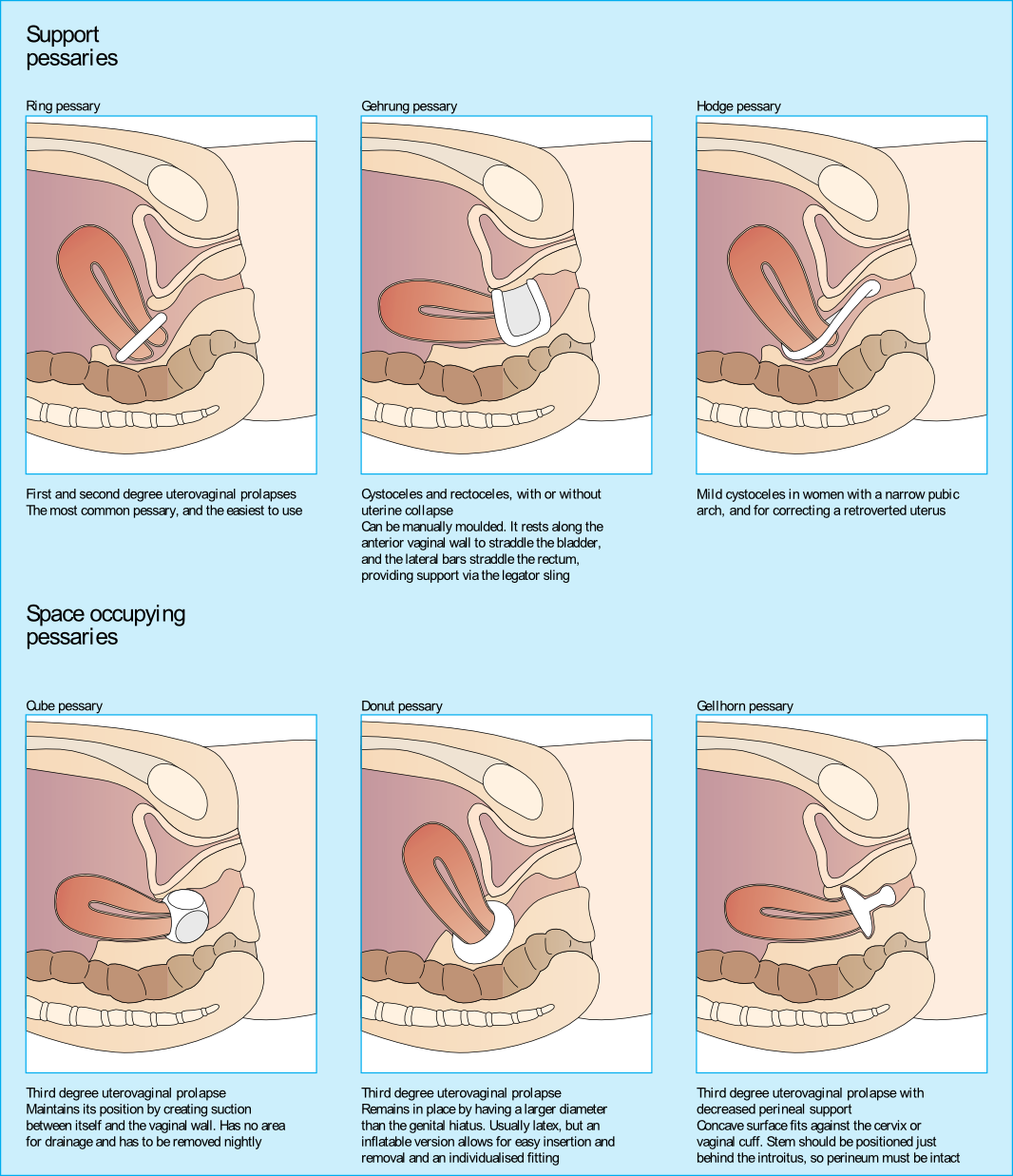
Założone pesary w korekcji różnych typów obniżenia narządu rodnego

Leczenie zachowawcze jest skuteczne w leczeniu niezaawansowanych postaci zaburzeń statyki. Polega ono na podawaniu estrogenów, stosowaniu pesarów oraz fizjoterapii.
W leczeniu obniżenia narządu rodnego stosuje się ćwiczenia mięśni dna miednicy oraz elektrostymulację. Ćwiczenia mięśni miednicy polegają na wykonywaniu ruchów podobnych do zatrzymywania mikcji. Ćwiczenia składają się z 2–3 sesji dziennie, a każda z nich z 10 przedłożonych skurczów w ciągu 20 minut. Skurcze powinny być utrzymywane przez 2–10 s.
Elektrostymulacja jest wykonywana za pomocą impulsów z sondy dopochwowej lub doodbytniczej.
Pesary są to aparaty umieszczane w drogach rodnych celem korekcji obniżenia narządu rodnego. Pozostają one alternatywą dla operacji w przypadku złego stanu zdrowia będącego przeciwwskazaniem do zabiegu lub w przypadku braku zgody na takie leczenie. Pesary mogą podtrzymywać narząd rodny lub zajmować wolną przestrzeń w narządzie rodnym. Pesary mogą powodować powstanie odleżyn, które szczególnie po menopauzie są trudne do wyleczenia. Zaleca się dopochwowe stosowanie środków grzybobójczych i bakteriobójczych oraz estrogeny dopochwowo.

### Leczenie operacyjne
Pomimo dostępności zachowawczych opcji terapeutycznych około 10% pacjentek wymaga korekcji chirurgicznej. Zabiegi można podzielić na operacje korygujące aparat wieszadłowy i korygujące aparat podporowy. Leczenie operacyjne często wymaga stosowania łączonych technik, co jest związane z odmiennym stopniem obniżenia poszczególnych części narządu rodnego u różnych chorych. Wykorzystuje się dostęp dopochwowy, a rzadziej brzuszny. Operacje mogą być wykonywane laparaskopowo. Techniki mogą wykorzystywać tkanki własne chorej lub wszczepialne materiały syntetyczne (tzw. siatki). Siatki znacząco poprawiają skuteczność przeprowadzonego zabiegu, choć niewchłanialne siatki są jednocześnie związane ze znacznie większym ryzykiem powikłań pooperacyjnych. Alternatywą mogą być siatki z materiałów wchłanialnych, które charakteryzuje dobra wytrzymałość i mniejsza ilość powikłań długoterminowych w porównaniu z materiałami niewchłanialnymi. Zwykle, szczególnie u kobiet po menopauzie, jednocześnie wykonuje się histerektomię, wynika to z mniejszego ryzyka powikłań oraz redukcja ryzyka choroby nowotworowej ze strony usuwanego narządu. Operacje bez przeprowadzonej histerektomii wykazują mniejszą skuteczność.

## Klasyfikacja ICD10
| kod ICD10      | nazwa choroby                                         |
| -------------- | ----------------------------------------------------- |
| ICD-10: N.81   | Wypadanie żeńskich narządów rozrodczych               |
| ICD-10: N.81.0 | Obniżenie cewki moczowej u kobiet                     |
| ICD-10: N.81.1 | Obniżenie pęcherza moczowego (cystocoele)             |
| ICD-10: N.81.2 | Częściowe wypadanie macicy i pochwy                   |
| ICD-10: N.81.3 | Całkowite wypadanie macicy i pochwy                   |
| ICD-10: N.81.4 | Wypadanie macicy i pochwy, nieokreślone               |
| ICD-10: N.81.5 | Przepuklina jelitowa pochwy (enterocoele)             |
| ICD-10: N.81.6 | Obniżenie odbytnicy (rectocoele)                      |
| ICD-10: N.81.8 | Inne postacie wypadania żeńskich narządów rozrodczych |
| ICD-10: N.81.9 | Wypadanie żeńskich narządów rozrodczych, nieokreślone |